# Christel Hamann
Christel Bernhard Julius Hamann (* 27. Februar 1870 in Hammelwarden in Oldenburg (Land); † 9. Juni 1948 in Berlin) war ein deutscher Erfinder von Rechenmaschinen.

## Leben

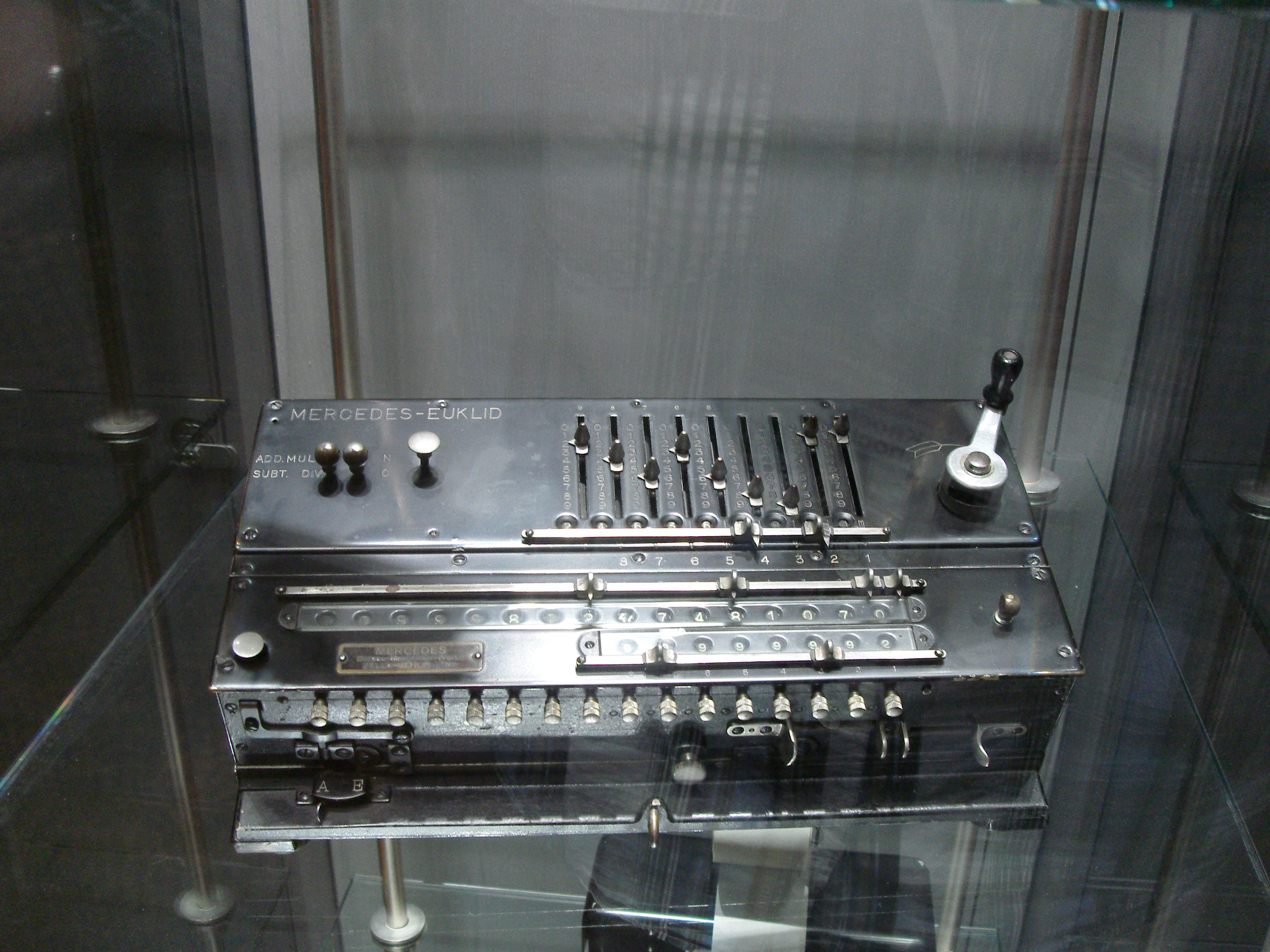
Mercedes Euklid Rechenmaschine

Christel Hamanns Vater war oldenburgischer Grenzaufseher und Amtsbote in Ellwürden (und dessen Vater Musiker in Eutin), seine Mutter Tochter eines Fischers. Hamann absolvierte eine Ausbildung als Mechaniker am Nautischen Institut in Bremerhaven und besuchte das Technikum in Bremerhaven. Danach war er am mathematisch-mechanischen Institut von A. Ott in Kempten (Allgäu), in den Werkstätten von Carl Zeiss in Jena und in der Werkstatt von Carl Bamberg in Berlin. 1896 gründete er das Mathematisch-Mechanische Institut in Berlin-Friedenau, wo er mathematische Instrumente und Vermessungsinstrumente baute, die er selbst entwickelte. 1900 erhielt er für seine Instrumente die Goldmedaille auf der Weltausstellung in Paris. Um 1898 entwickelte er die Rechenmaschinen Gauss und Berolina, wobei er als Anregung für die Gauss die Rechenmaschine von Gottfried Wilhelm Leibniz nahm mit einer Staffelwalzen-Trommel.
1907 wurde sein Institut von Mercedes Büromaschinen in Berlin übernommen. Dort konstruierte er die Rechenmaschine Mercedes Euklid mit dem von Hamann entwickelten Proportionalhebelprinzip. Er verbesserte auch Maschinen für die Buchhaltung.
1909 baute er eine Differenzmaschine.
Ab 1922 arbeitete er für die Firma Deutsche Telephonwerke und Kabelindustrie in Berlin (DeTeWe). Er entwickelte dort das Schaltklinkensystem als Antriebssystem für Rechenmaschinen, zuerst in der Hamann Manus Reihe ab 1925. Als Chefkonstrukteur hat Christel Hamann zusammen mit seinem Mitarbeiter Heinrich Wilhelmi die wesentlichen Grundlagen für die DeTeWe-Rechenmaschinen geschaffen, wie diese bis in die 1960er Jahre gebaut wurden, ehe die Elektronik die Elektromechanik verdrängte.
1933 wurde er Ehrendoktor an der TH Berlin.
Er war mit Hedwig Schindler (1872–1949) verheiratet, hatte aber keine Kinder.